# TVR Cerbera Speed 12
La Cerbera Speed 12 è un'auto prototipo della casa automobilistica inglese TVR.

## Il contesto
La prima versione, definita Project 7/12, fu presentata nei saloni automobilistici nel 1996 e successivi aggiornamenti furono presentati fino al 2000. Il progetto era di presentare una delle auto di serie più veloci al mondo e contemporaneamente predisporre un programma sportivo di partecipazione alle gare automobilistiche di durata.
Sia la produzione di serie che il programma sportivo furono però definitivamente abbandonati nel 2005.
Con una cilindrata di 7,8 litri, le dichiarazioni parlavano di una potenza di 880 cavalli, di una velocità di circa 386 km/h e di una accelerazione da 0 a 100 km/h in 3.6 secondi.
Le recensioni del tempo parlavano di una erogazione della potenza abbastanza brutale, visti i valori della coppia motrice di 881 Nm.